# Munții Gasherbrum

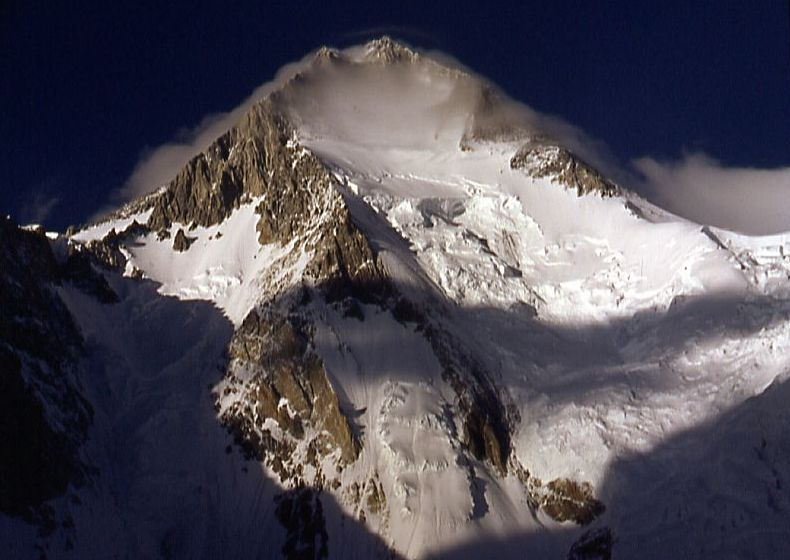
Hidden Peak (8080 m)

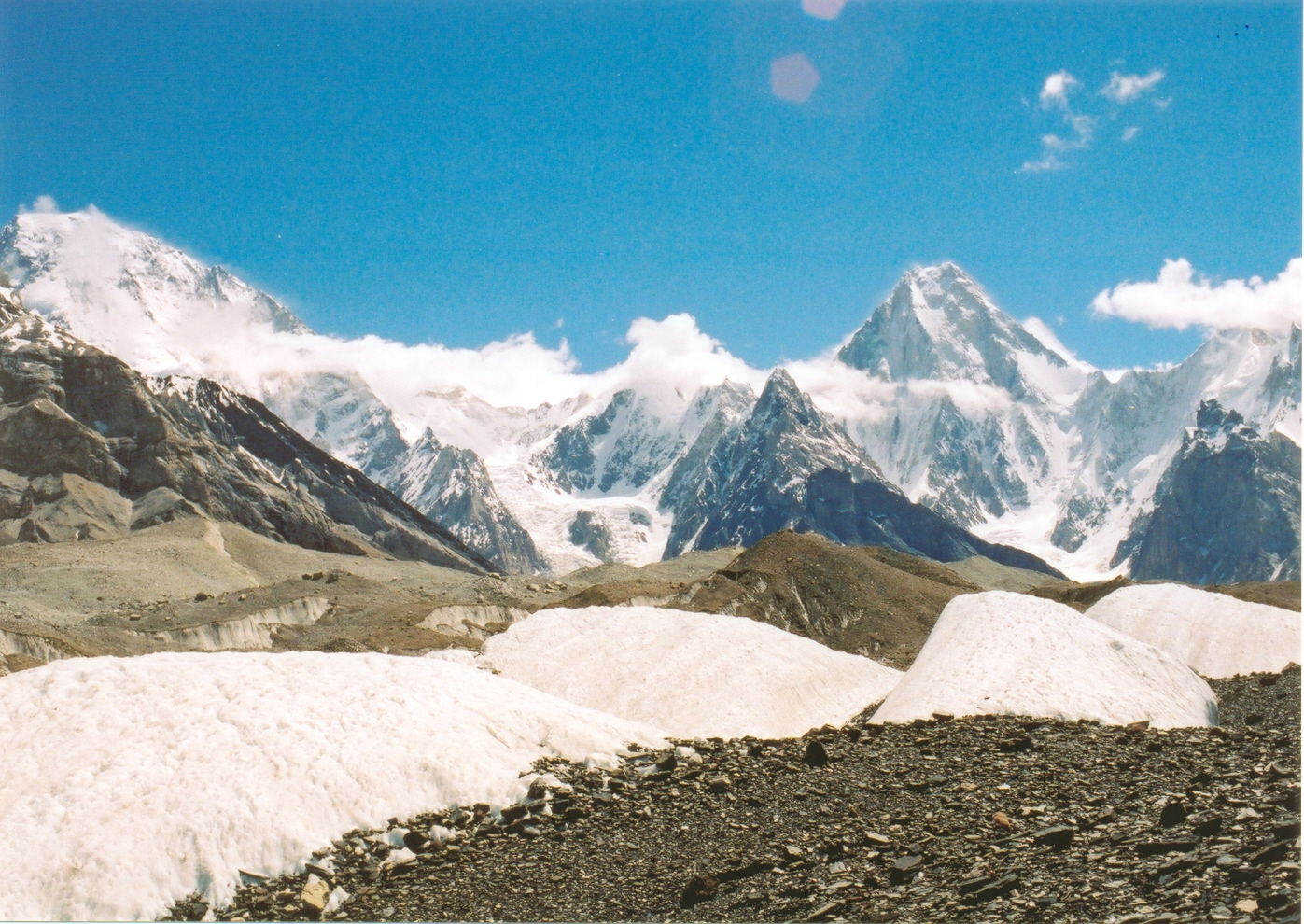
Broad Peak (8051 m)

Munții Gasherbrum sau Grupa Gasherbrum este o grupă muntoasă din regiunea Baltoro Muztagh, situat central în masivul Karakorum. Munții au tre vârfuri cu atitudinea de peste 8000 m, care sunt amplasați la zona de graniță dintre Pakistan și China (Valea Shaksgam), o regiune controversată din Cașmir, ghețarul Siachen  se află la o depărtare de câțiva kilometri teritoriul lui fiind controlat de India.

## Vârfuri
| Vârfuri din Munții Gasherbrum | Vârfuri din Munții Gasherbrum |
| ----------------------------- | ----------------------------- |
| Hidden Peak                   | 8080 m                        |
| Broad Peak                    | 8051 m                        |
| Gasherbrum II                 | 8034 m                        |
| Broad Peak Central*           | 8011 m                        |
| Gasherbrum III*               | 7946 m                        |
| Gasherbrum IV                 | 7932 m                        |
| Gasherbrum Est*               | 7758 m                        |
| Broad Peak Nord               | 7490 m                        |
| Urdok I*                      | 7200 m                        |
| Gasherbrum V                  | 7147 m                        |
| Gasherbrum I Sud              | 7109 m                        |
| Nakpo-Peak                    | 6984 m                        |
| Gasherbrum VI                 | 6979 m                        |
| Gasherbrum VII*               | 6.980 m                       |
| Twins*                        | 6.882 m                       |